# Třída Dosan Ahn Chang-ho
Třída Dosan Ahn Chang-ho (či třída KSS-III) je třída konvenčních ponorek Námořnictva Korejské republiky. Jsou to první konvenční ponorky zároveň vybavené pohonem nezávislým na přístupu vzduchu a schopné nést balistické rakety. Jižní Korea se tak stala osmým státem provozujícím ponorky vyzbrojené balistickými raketami. Celkem je plánována stavba devíti ponorek této třídy. Stavěny budou ve třech skupinách, jejich konstrukce bude postupně zdokonalována. Vstup ponorek do služby byl plánován na roky 2020–2029. Prototyp byl do služby přijat roku 2021. Jsou to první ponorky této velikosti navržené v Jižní Koreji.

## Stavba

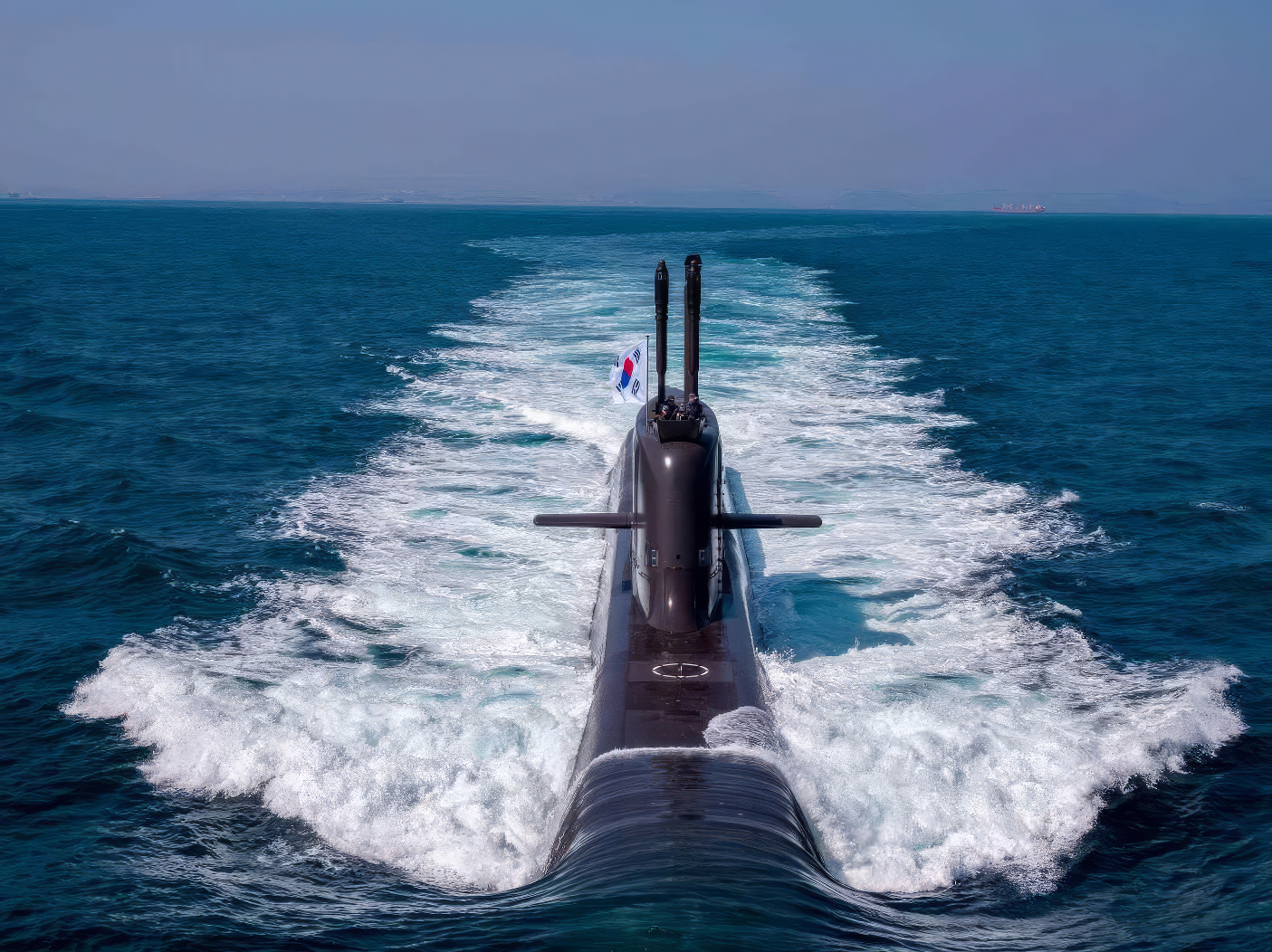
Shin Chae-ho (SS-086)

Jihokorejské námořnictvo od konce 90. let navyšuje své kapacity s cílem stát se loďstvem schopným oceánských operací. Součástí těchto snah je od roku 2004 program stavby moderních ponorek KSS, který je realizován ve třech fázích po devíti člunech různých typů. První skupinu KSS-I tvoří devět jednotek třídy Chang Bogo (německý Typ 209/1200), druhou skupinu devět ponorek KSS-II (německý Typ 214) a poslední skupinu KSS-III již představují ponorky, vyvinuté na základě zkušeností a technologických transferů, přímo v Jižní Koreji. V prosinci 2007 byl kontrakt na vývoj ponorek KSS-III zadán loděnicím Daewoo Shipbuilding & Marine Engineering (DSME, nyní Hanwha Ocean) v Okpo a Hyundai Heavy Industries (nyní HD Hyundai Heavy Industries – HD HHI) v Ulsanu.
Třída Dosan Ahn Chang-ho bude tvořit celkem devět ponorek postavených ve třech skupinách po třech kusech. První dvě jednotky první skupiny (Batch I) staví loděnice DSME. Do služby mají vstoupit v letech 2020–2022. Stavba prototypové jednotky byla zahájena 27. listopadu 2014 slavnostním řezáním oceli, přičemž její kýl byl založen 17. května 2016. Spuštění ponorky na vodu je plánováno na rok 2018, přičemž do služby by měla vstoupit roku 2020. Třetí ponorku první skupiny pak postavila loděnice HD HHI.
Druhá tříčlenná skupina ponorek programu KSS-III (Batch II) bude mít vyšší podíl jihokorejských technologií. V květnu 2016 získala kontrakt na její vývoj a stavbu první jednotky loděnice DSME. Stejná loděnice získala zakázku na druhou a po přejmenování na Hanwha Ocean u ní byla v roce 2023 objednána i třetí ponorka druhé série. Třetí skupina ponorek (Batch III) má do služby vstoupit do roku 2029.
Jednotky třídy Dosan Ahn Chang-ho:
| Jméno                       | Loděnice     | Verze    | Založení kýlu     | Spuštěna           | Vstup do služby | Status    |
| --------------------------- | ------------ | -------- | ----------------- | ------------------ | --------------- | --------- |
| Dosan Ahn Chang-ho (SS-083) | DSME         | Batch I  | 17. května 2016   | 14. září 2018      | 13. srpna 2021  | aktivní   |
| Ahn Mu (SS-085)             | DSME         | Batch I  | 17. dubna 2018    | 10. listopadu 2020 | 26. dubna 2023  | aktivní   |
| Shin Chae-ho (SS-086)       | HD HHI       | Batch I  | 11. dubna 2019    | 28. září 2021      | 5. dubna 2024   | aktivní   |
|                             | Hanwha Ocean | Batch II | 30. března 2023   | 2025 (plán)        | 2027 (plán)     | ve stavbě |
|                             | Hanwha Ocean | Batch II | 12. července 2024 | 2026 (plán)        | 2028 (plán)     | ve stavbě |
|                             | Hanwha Ocean | Batch II |                   |                    | 2031 (plán)     | ve stavbě |

## Konstrukce

### První podskupina (Batch I)

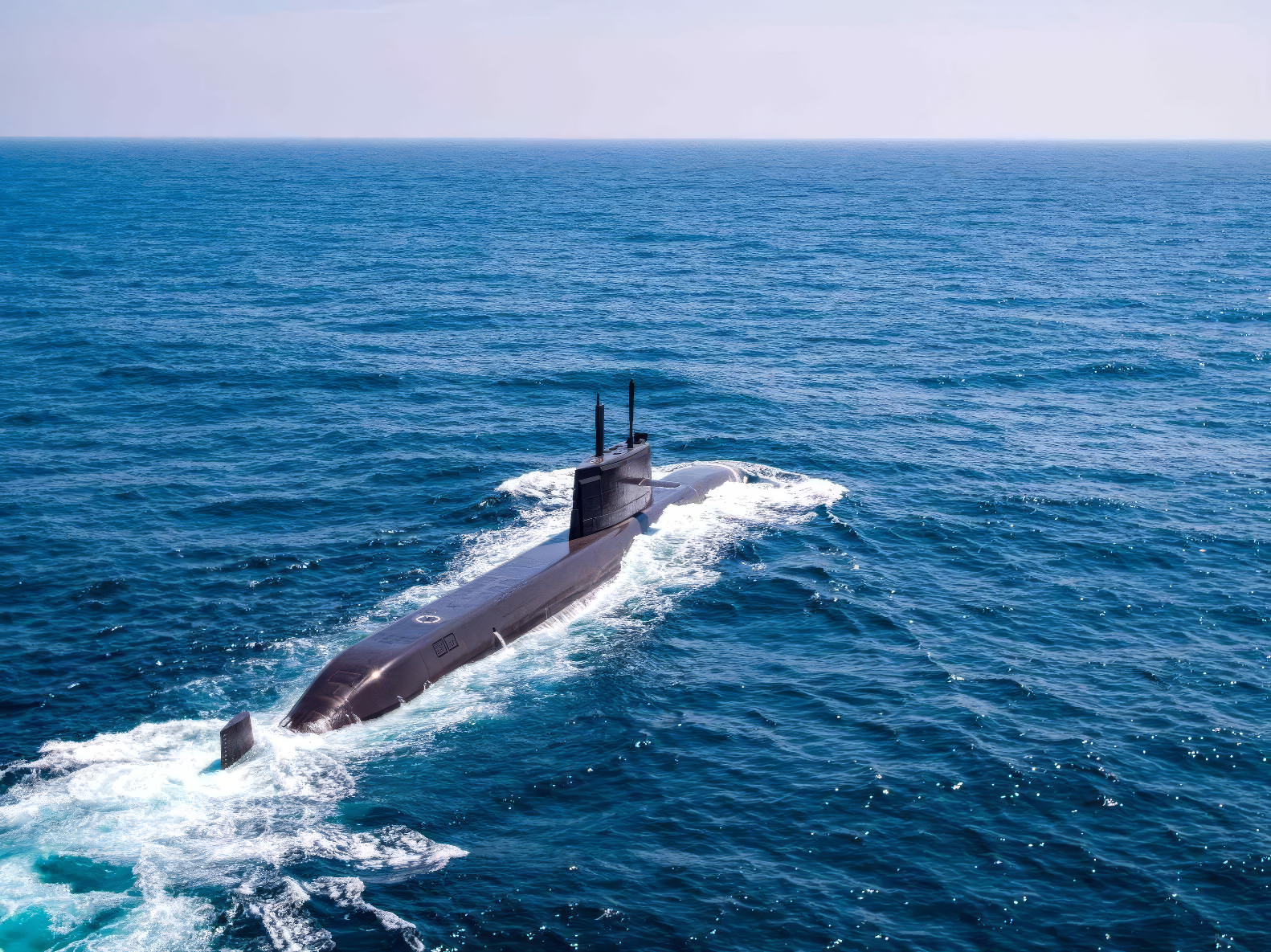
Shin Chae-ho (SS-086)

Optotronické stožáry dodává francouzská společnost SAGEM, elektronický obranný systém PEGASO dodá španělská společnost INDRA, sonary jihokorejská LIG Nex1 a bojový řídící systém Hanwha Defense. Ponorky nesou šest 533m torpédometů. Do jejich výzbroje mají být integrována těžká 533mm torpéda LIG Nex1 Tiger Shark. V trupu za velitelskou věží dále nesou šest vertikálních vypouštěcích sil Doosan. Z nich mohou být vypouštěny nadzvukové řízené střely Hyunmoo-3C nebo balistické rakety Hyunmoo 4-4. Plánováno je rovněž nasazení perspektivních řízených střel s plochou dráhou letu LIG Nex1 Cheon Ryong s dosahem 1500 km. Konvenční pohonný systém pod hladinou využívá vodíkové palivové články PEM. Lodní šroub je jeden. Nejvyšší rychlost pod hladinou dosahuje 20 uzlů. Dosah je 10 000 námořních mil při plavbě ekonomickou rychlostí na hladině.

### Druhá podskupina (Batch II)
Ponorky mají mít prodloužený trup a větší výtlak (až 4000 t). Zvýší se podíl domácích technologií (např. domácí senzory a bojový řídící systém). Počet vertikálních vypouštěcích sil se má zvětšit na 10 kusů. Pohonný systém bude využívat nové Li-Ion akumulátory.

## Služba

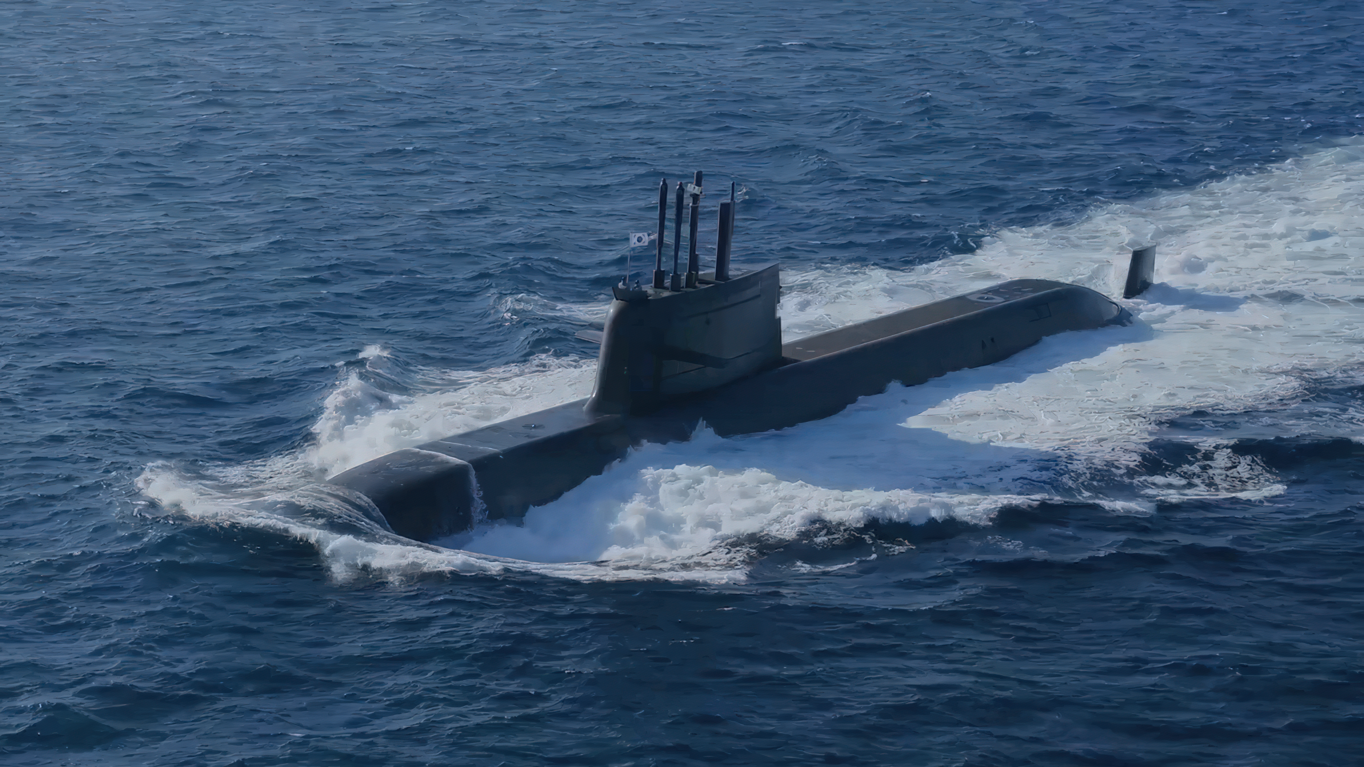
Dosan Ahn Chang-ho (SS-083)

V září 2021 Dosan Ahn Chang-ho jako první ponorka s pohonem nezávislým na přístupu vzduchu vypustila balistickou raketu. Konkrétně vypustila raketu Hyunmoo 4-4 (označována též K-SLBM), která je derivátem balistické rakety Hyunmoo 2B. Vývoj jihokorejské ponorkové balistické rakety je reakcí na podobný zbrojní program KLDR, který jako platformu využívá upravenou ponorku sovětského Projektu 633 (třída Romeo).

## Export
V roce 2025 Jižní Korea nabídla ponorky třídy KSS-III Řecku jako jednu z možných forem spolupráce.